# Escherde (Adelsgeschlecht)

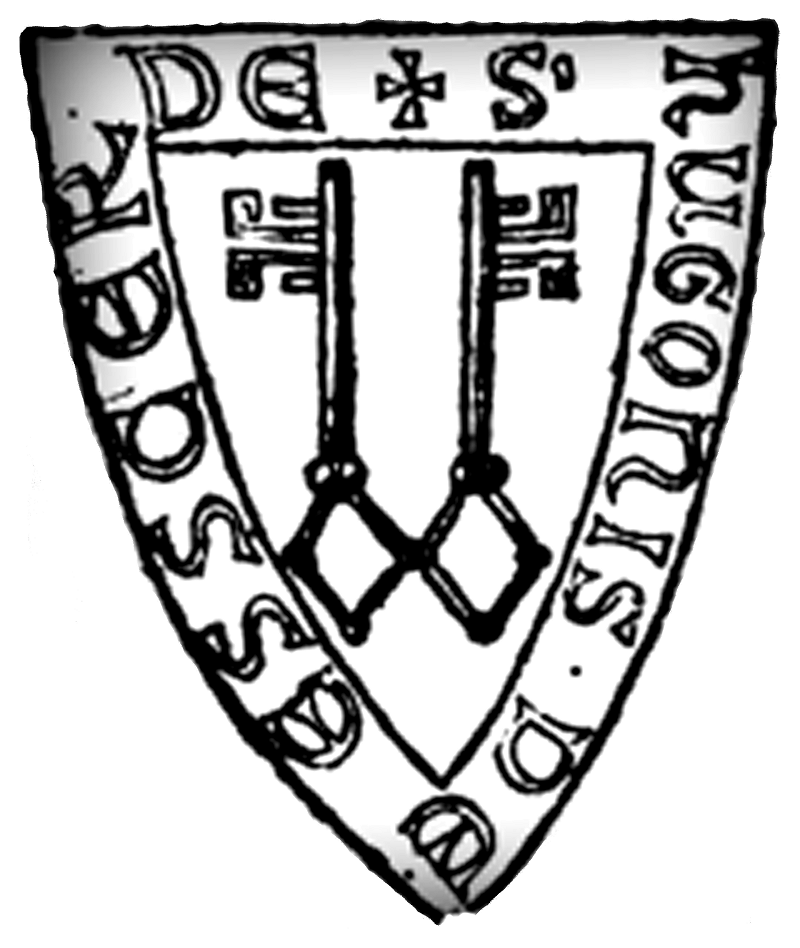
Siegel des Hugo de Esscerde

Escherde ist der Name eines ausgestorbenen, niedersächsischen Adelsgeschlechts. Die Schreibweise differiert im Laufe des 12. und 13. Jahrhunderts von Escerte, Esscherte, Escherte, Eschere, Eskerte, Esscerte, Escerthe, Eskert bis hin zu Escherde, was dem Namen Escherode sehr nah kommt.

## Stammsitz
Die Familie nannte sich nach dem nur wenige Kilometer vom ursprünglichen Bistumssitz Aulica (Elze) entfernten Ort Escherde. Den Ort gab es im Mittelalter als Groß und Klein Escherde bzw. Alt und Neu Escherde. Er war gelegen an der bedeutenden ehemaligen Reichsstraße Nr. 1, bereits seit Zeiten Karls des Großen einer der wichtigsten Heerwege von West nach Ost.
Die Herren von Escherde waren, wie bereits Werner Wittich im Jahr 1906 ausführte, eng verwandt mit der Familie der Vögte von Hildesheim, die unter den Namen von Insula, von Insula-Werder, von Altenmarkt auftraten und Vögte des Bischofs von Hildesheim sowie mehrerer Klöster, darunter von St. Michaelis und St. Moritz, waren. Die Vogtei über das St. Moritzstift vor den Toren Hildesheims, auf dem Moritzberg gelegen, ging dadurch auf die Herren von Escherde über, wie später die Vogtei über die Altstadt Hildesheim. Über die Ehe mit einer Tochter Graf Dietrichs (Theoderichs) von Werder-Emne war Lippold I. von Escherde auch mit der zweiten Linie aus dem Haus der Grafen von Insula-Werder, die Amtsgrafen des Ambergaus waren, verschwägert. Erst nach dem Aussterben der alten Linie der Grafen von Insula-Werder gelangten die Grafen von Wöltingerode-Woldenberg an die Grafschaftsrechte im größten Teil des alten Ambergaus.

## Familie von Escherde
Mit Lippold I. von Escherde trat die Familie 1175 bis 1229 erstmals urkundlich hervor. Zeitgleich mit ihm trat Johann von Escherde auf (1183), mutmaßlich ein Bruder oder Cousin Lippolds. Lippolds Söhne Dietrich (1203–1221) und Lippold junior II. (1202–1221) traten auf, als die Familie ein eigenes Kloster stiftete, das Benediktinerinnen-Kloster Escherde.
Dietrich von Escherde hatte nur einen Sohn namens Johann II. (1244), Lippold II. dagegen war Vater von sechs Kindern, Lippold III. (1225–1260), Basilius (1225–1258), Dietrich II. (1236), Johann III. (1243–1260), Jutta (1229) und Ludold(f). Während Lippold II. seinem Vater als Advokat und Vogt folgte, war seine Schwester Jutta mit Alard II. von Walle bzw. von Bremen, Vogt des Bischofs von Bremen, verheiratet. Ludolf war Abt von St. Godehard.
Lippold I. von Escherde, der insgesamt sechs Bischöfen diente (Adelog, Berno, Konrad I.,Hartbert, Siegfried I. und Konrad II.), war schon aufgrund seiner hervorgehobenen Funktionen, seines umfassenden Grundbesitzes sowie seiner familiären Einbindung in mehrere gräfliche Häuser Sachsens, seiner Verschwägerung mit den Vögten von Bremen, Minden, Magdeburg etc. ein bedeutender Machtfaktor im Bistum Hildesheim. Er gehörte mit zu den führenden Ministerialen des Bistums, die anlässlich der Ernennung von Bischof Konrad II. und der damit einhergehenden vorzeitigen Entlassung Bischof Siegfried I. 1221 den Aufstand probten.
Da Bischof Konrad II. jedoch von Kaiser Friedrich II. massiv unterstützt und protegiert wurde, blieb Lippold I. nur, gute Miene zum bösen Spiel zu machen. In den Jahren zwischen 1223 und 1229 ließ er sich durch den Bischof seinen Anteil an der Burg Winzenburg, den Baierturm, den halben Zehnten und die Vogtei zu Elze, ebenso die zu Sarstedt etc. abkaufen.
Nach dem Tod Lippolds II. von Escherde ging die Bedeutung der Familie zurück. Ihre Spur verliert sich im Laufe des 14. Jahrhunderts.

## Weitere Geschichte
Im Jahr 1280 wurde ein Lehen der Familie von Escherte in der Feldmark von Bemerode belegt. Laut einem Brief aus dem Jahr 1292 verkauften die Ritter Johann, Ludolff und Dietrich von Escherde ihr Rittergut Bomerode, zuvor auch Bevingerode genannt, für „150 Bremer Mark“ an das Kloster Marienrode. Aus dem Bemerode Lehen ging das spätere Rittergut I der Familie von Graevemeyer hervor.
Im Jahr 1314 wurden anlässlich einer Verschreibung die Ritter Hugo sowie „Johannes die Escherte“ auf dem Escher-Kamp oder Escherkamp zwischen dem Steintor und der Mühle am Stapel genannt, seinerzeit noch außerhalb der Befestigungsanlagen der Stadt Hannover an der Leine gelegen.
Als Domherr für den Dom von Hildesheim wurde für das Jahr 1393 ein Hatto von Escherte genannt.
Im 18. Jahrhundert war das Adelsgeschlecht von Escherte möglicherweise ausgestorben.

## Wappen
Das Wappen der Herren von Escherde, zwei senkrechte, nach außen stehende Schlüssel ähnelt dem Wappen der Herren von Rosdorf. Das nahezu identische Wappen führten auch die mit den von Escherde verwandten Herren von Freden, Herren von Bovenden, von Hardenberg und von Falkenberg.
Dass dies kein Zufall ist, machen zahlreiche Urkunden deutlich, die das gemeinsame Auftreten der genannten Familien ebenso belegen, wie den gemeinsamen Besitz. Besonders deutlich tritt dies im Bistum Hildesheim, hier im vormaligen Ambergau, in und um die Grafschaft Winzenburg hervor. Es handelt sich um die Orte Ammenhusen, Walden- oder Woldenhusen, sowie um den, zwischen beiden Orten liegenden, Wald Sunderen.

## Straßennamen
An die Familie von Escherte erinnern die
- Escherstraße im hannoverschen Stadtteil Mitte zwischen der Brühlstraße und der Straße Lange Laube. Laut den Hannoverschen Geschichtsblättern von 1914 hieß die Straße im Jahr 1822 noch Neuer Weg und erhielt noch zur Zeit des Königreichs Hannover im Jahr 1845 ihren heutigen Namen nach der Familie, „[...] die dort im Mittelalter Besitz hatten“;[7]
- Von-Escherte-Straße, die 1966 im heute hannoverschen Stadtteil Bemerode östlich der Anecampstraße angelegt wurde und an den Lehnsbesitz der Familie in der dortigen Feldmark erinnert.[4]